# Söderköpings rådhus

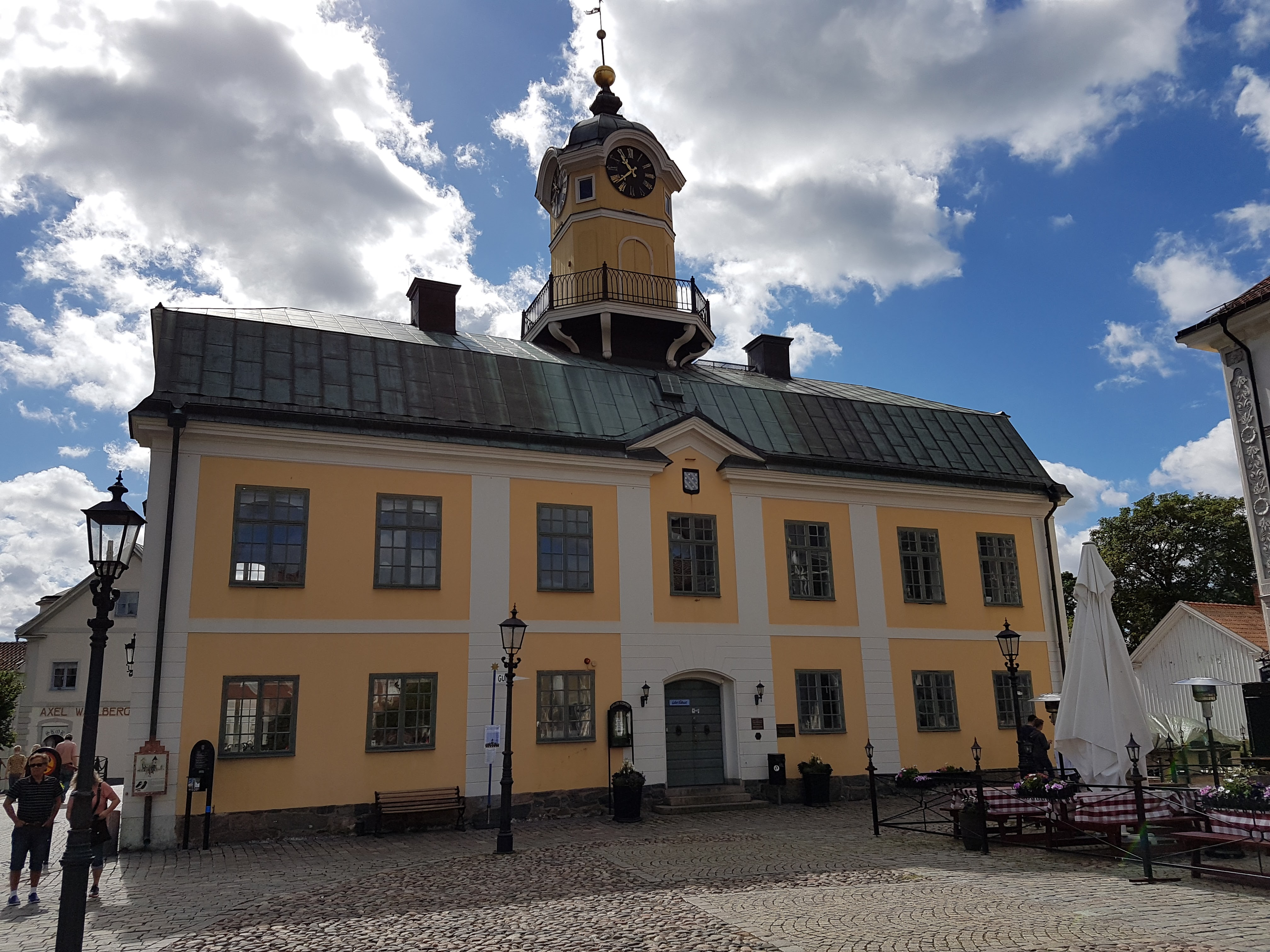
Söderköpings rådhus sett från Rådhustorget.

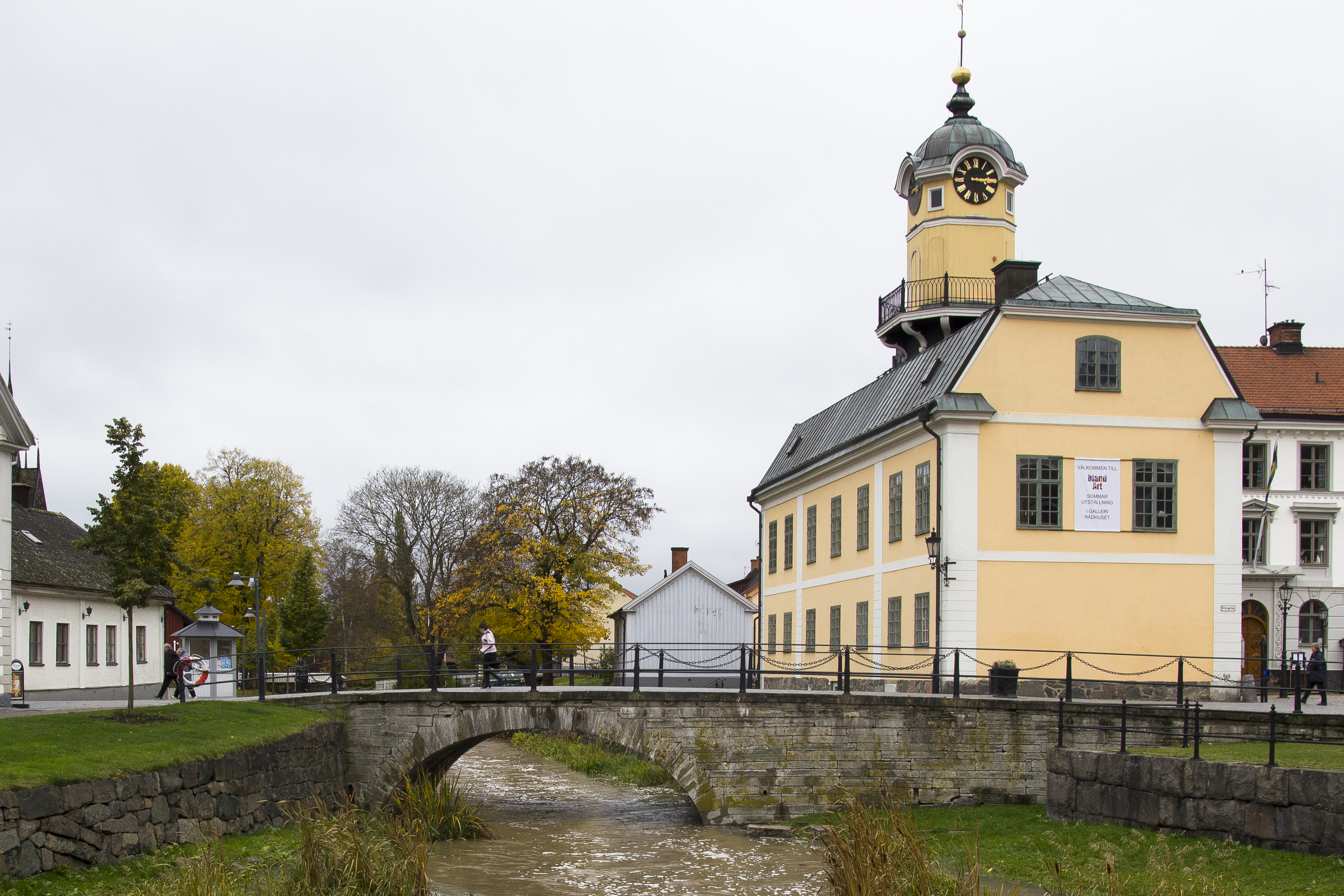
Söderköpings rådhus sett från öster med Stenbron över Storån, byggd på 1850-talet, i förgrunden.

Söderköpings rådhus är beläget vid Rådhustorget i Söderköping i Östergötland. Det uppfördes 1776 på grunden av det medeltida rådhuset och är sedan 1988 byggnadsminnesförklarat. Johan Fredric Fehmer var arkitekt och Abraham Pousette byggmästare.
Rådhuset är en smal högrest byggnad, uppförd av tegel i två höga våningar som vilar på en sockel av natursten. Fasaderna är gulputsade och de breda listverken som delar in fasaden, liksom de svagt framträdande hörnkedjorna är vita. En låg naturstenstrappa leder till entrén som utgörs av en pardörr. Entrépartiet är centralt placerat i fasaden som vetter mot nordväst och Rådhustorget. Över entrén finns en liten fronton. Fönstren är småspröjsade och saknar omfattning. Det valmade mansardtaket täcks av kopparplåt och har en åttkantig takryttare av trä med fyra tornur – ett i varje väderstreck. Runt takryttaren löper en balkong med järnräcke. En brandväktare var fram till 1870-talet placerad i takryttaren. På rådhusets baksida flyter Storån och i denna fasad finns ingen entré.
I rådsalen, som är belägen på andra våningen, finns ursprungliga väggmålningar bestående av marmorerade fält. Arresten finns bevarad i källaren.
Byggnaden var rådhus 1777–1947 och används idag för sammankomster, vigslar och utställningar samt som ateljé. Huset intill på Rådhustorget är Blomqvistska huset. 